# ادوارد دنی بالدو
ادوارد دنی بالدو (به فرانسوی: Édouard_Baldus) عکاس اهل فرانسه و آلمانی‌الاصل بود. بیشتر شهرت وی بخاطر عکسبرداری از بناهای معماری است.

## زندگی
بالدو در ۱۸۲۰ در ایالت وست‌فالن آلمان زاده شد و بعدها ملیت فرانسوی اختیار کرد. بین ۱۸۴۰ و ۱۸۵۰ مدتی در نیویورک اقامت گزید و به عنوان نقاش چهره پرداز مشغول کار شد و نقاشی‌هایی مذهبی را در چندین نمایشگاه پاریس به معرض تماشا گذاشت. با این همه، نقاشی را رها کرد و به عکاسی روی آورد و در ۱۸۵۱ عضو مؤسسه انجمن هلیوگرافی فرانسه شد. بالدو از ابتدا توجه ویژه‌ای به عکاسی از ابنیه معماری داشت. خیلی زود به شیوهٔ کالوتایپ تسلط یافت و اندک زمانی بعد، عکس‌هایی گرفت که جوهره موضوعاتش را با ظرافت بسیار نمایان می‌ساخت. در سال‌های ۱۸۵۰، دولت فرانسه به فکر افتاد که بناهای ملی در خطر نابودی بودند حفظ کنند و هیأت و ابنیه تاریخی را تشکیل داد.
وی ظاهراً در اعتراض به رواج فزاینده کارت ویزیت - کارت‌های ویزیتی که عکس صاحب آن‌ها بر رویشان چاپ می‌شد - که آن‌ها را نشان بدسلیقگی می‌دانست، عکاسی را کنار گذاشت.
وی در سال ۱۸۸۲ در گذشت.
در سال ۱۸۵۵، بارون جیمز دو روچیلد، رئیس راه آهن شمال، به بالدو دستور داد تا مجموعه‌ای از عکس‌ها را به عنوان بخشی از آلبومی که قرار بود هدیه‌ای به ملکه ویکتوریا و پرنس آلبرت به عنوان یادگاری از دیدار آنها باشد، آماده کند.

## نوآوری در عکاسی
بالدو به خاطر تلاش‌هایش در عکاسی در سراسر فرانسه شناخته شده بود. یکی از بزرگترین وظایف او مستندسازی ساخت موزه لوور بود. او از نگاتیوهای کاغذی مرطوب و خشک به اندازه ۱۰×۱۴ اینچ استفاده کرد.

## مرگ
بالدو  در سال ۱۸۸۹ در آخکویی فرانسه درگذشت.

## نگارخانه

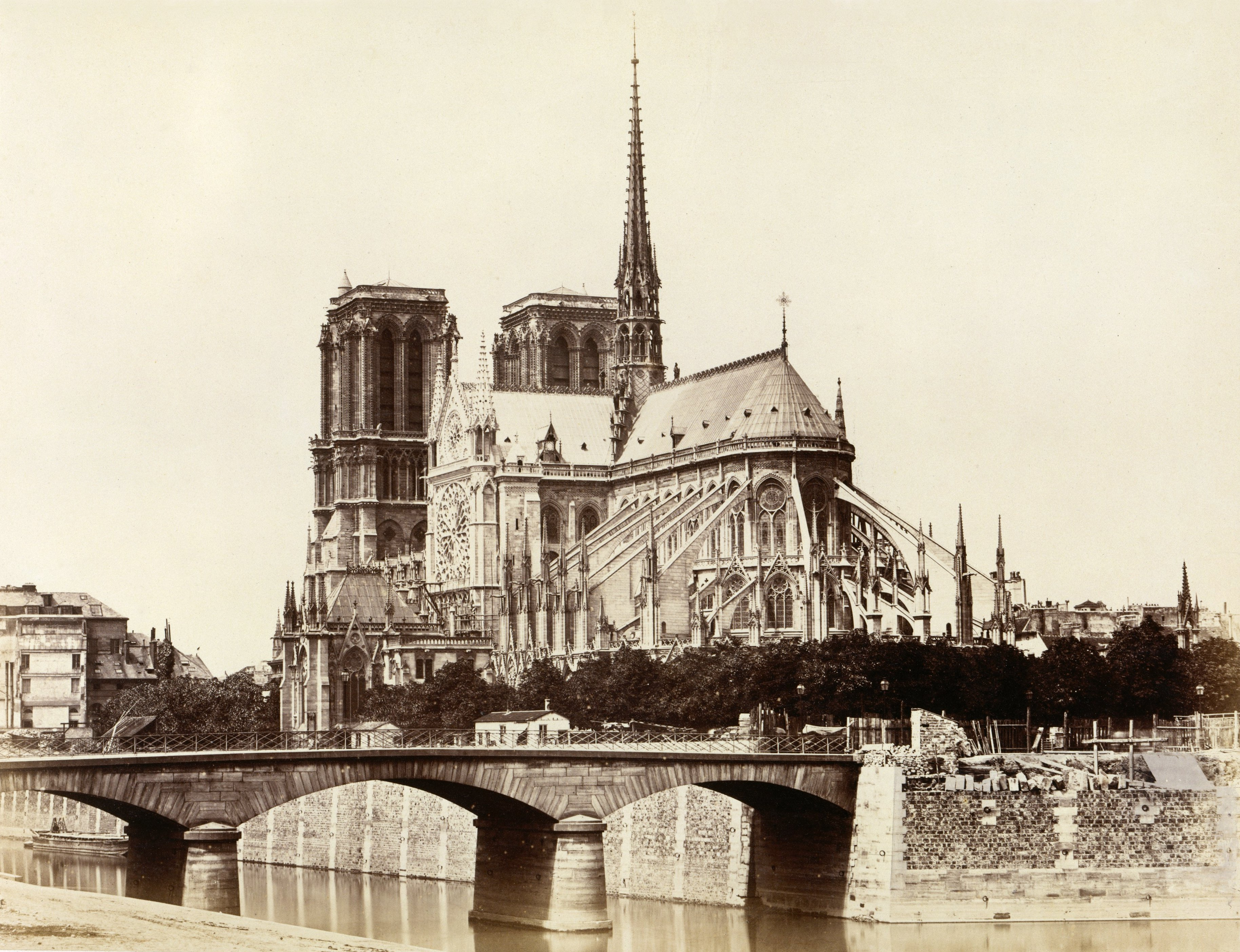
نوتردام ، پاریس
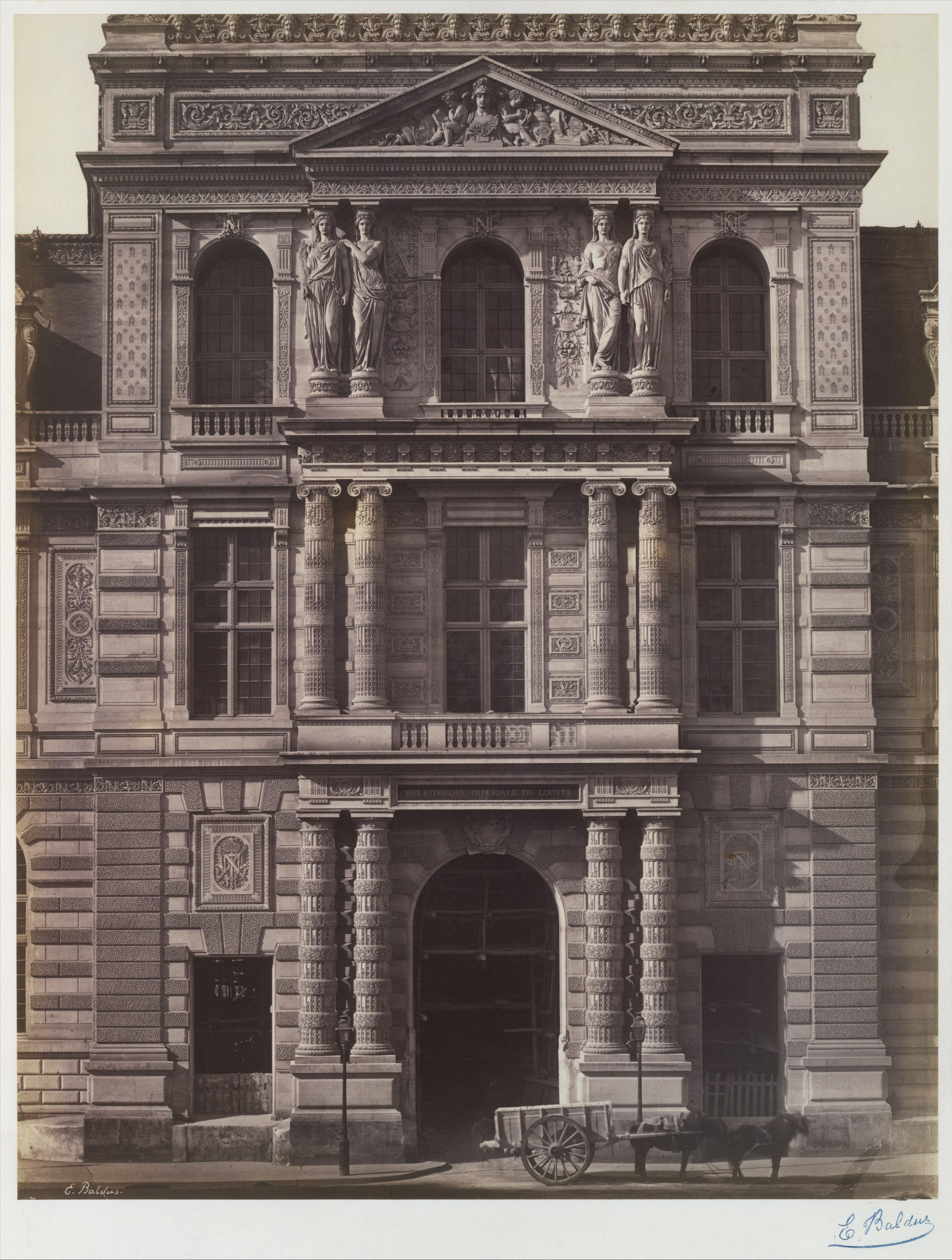
کتابخانه شاهنشاهی لوور
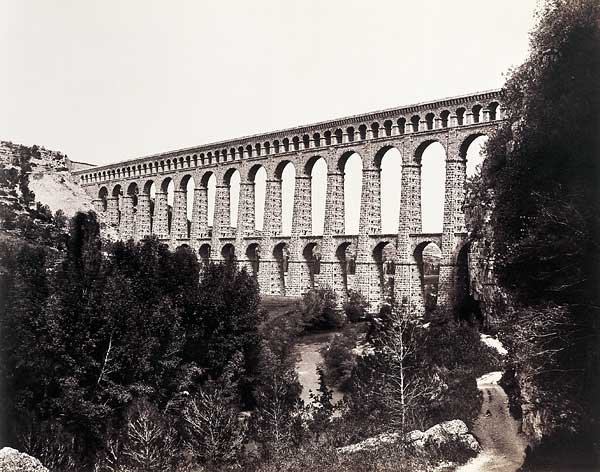
قنات روکوفور
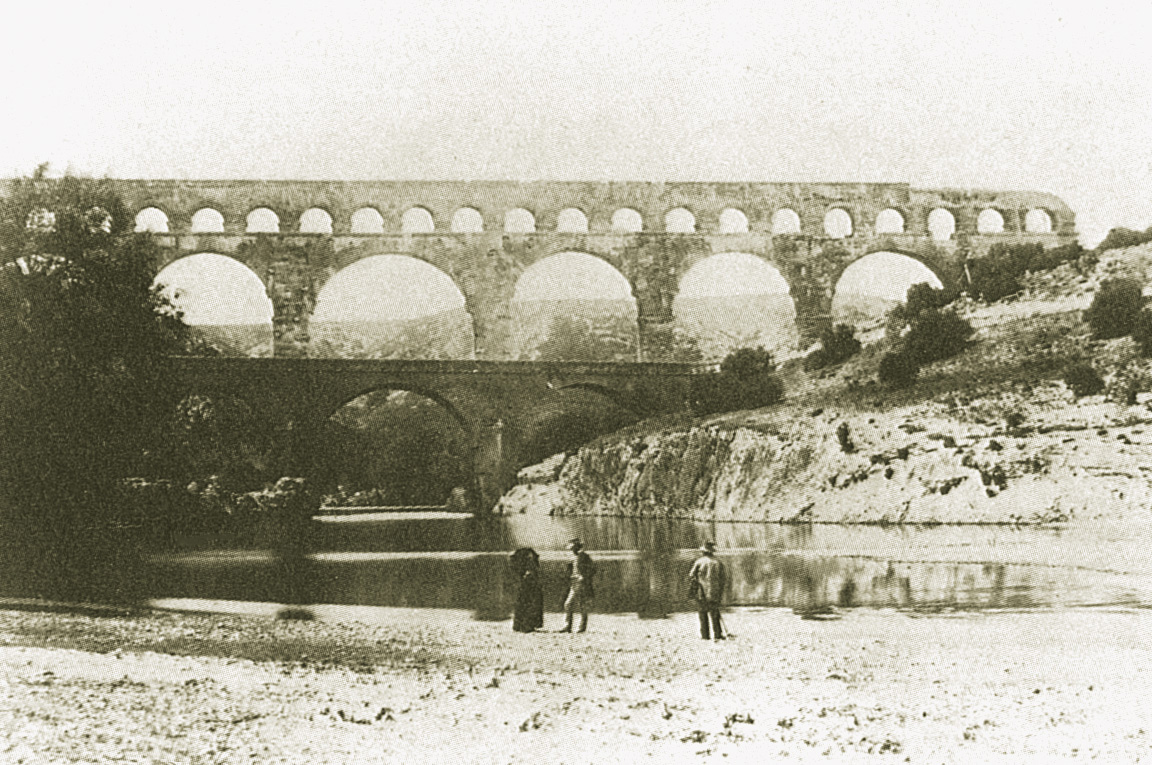
پون دو گار، پل- قنات رومی
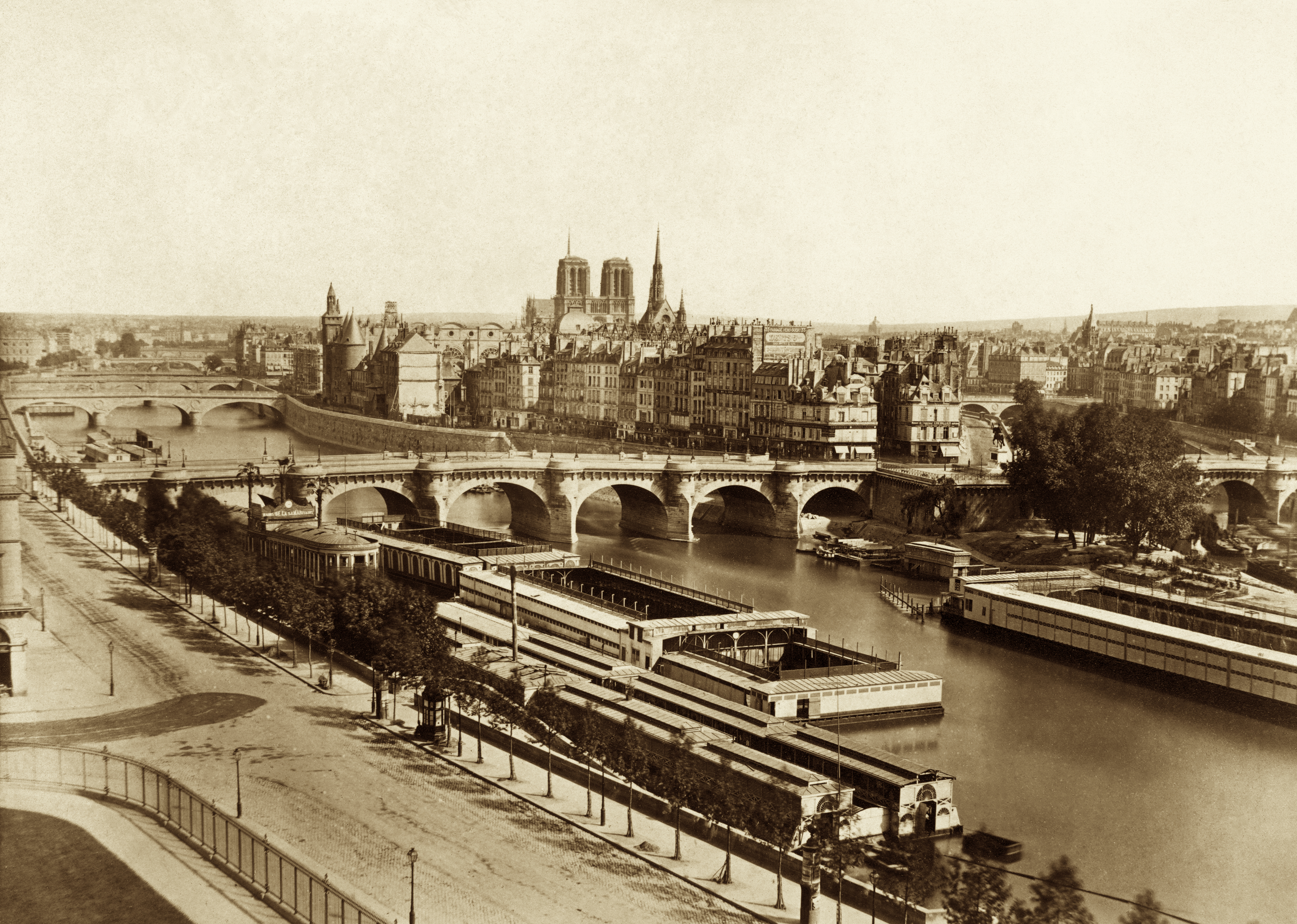
پانورامای پاریس ، حدود سال ۱۸۶۰
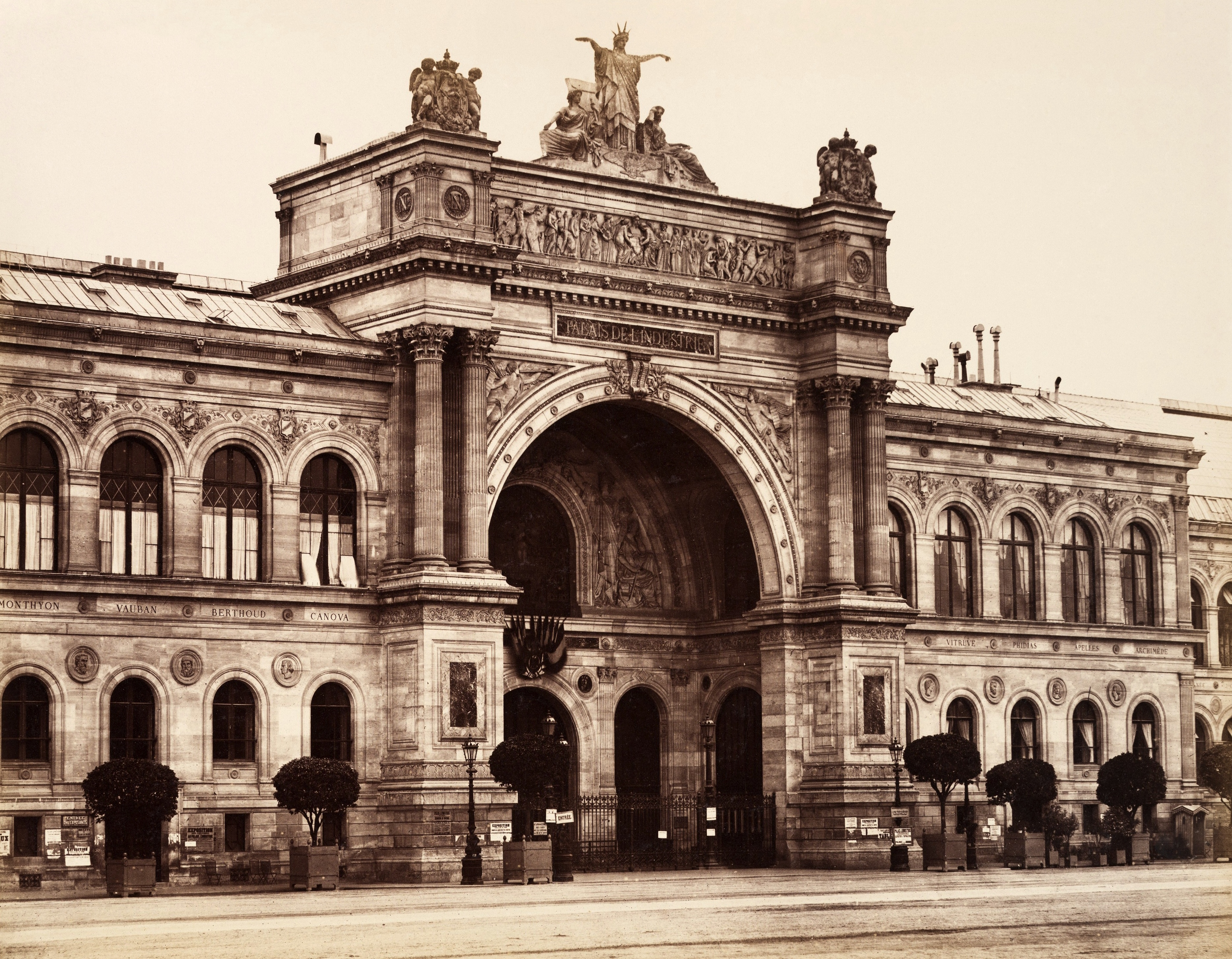
کاخ صنعت،  ۱۸۶۰